# Allotriozoon nigeriense
Allotriozoon nigeriense är en stekelart som beskrevs av Wiebes 1974. Allotriozoon nigeriense ingår i släktet Allotriozoon och familjen fikonsteklar.
Artens utbredningsområde är Nigeria. Inga underarter finns listade i Catalogue of Life.